# Enduro Júnior
Enduro Júnior, abreujat EJ, és una de les categories (o classes) en què es disputa el Campionat del Món d'enduro. Fou introduïda el 2005, un any després que s'introduïssin les tres principals (E1, E2 i E3). Tot i formar part dels esdeveniments puntuables per al mundial, la classe funciona per si mateixa com a campionat específic amb el nom oficial de FIM Junior Enduro World Championship.

## Reglament

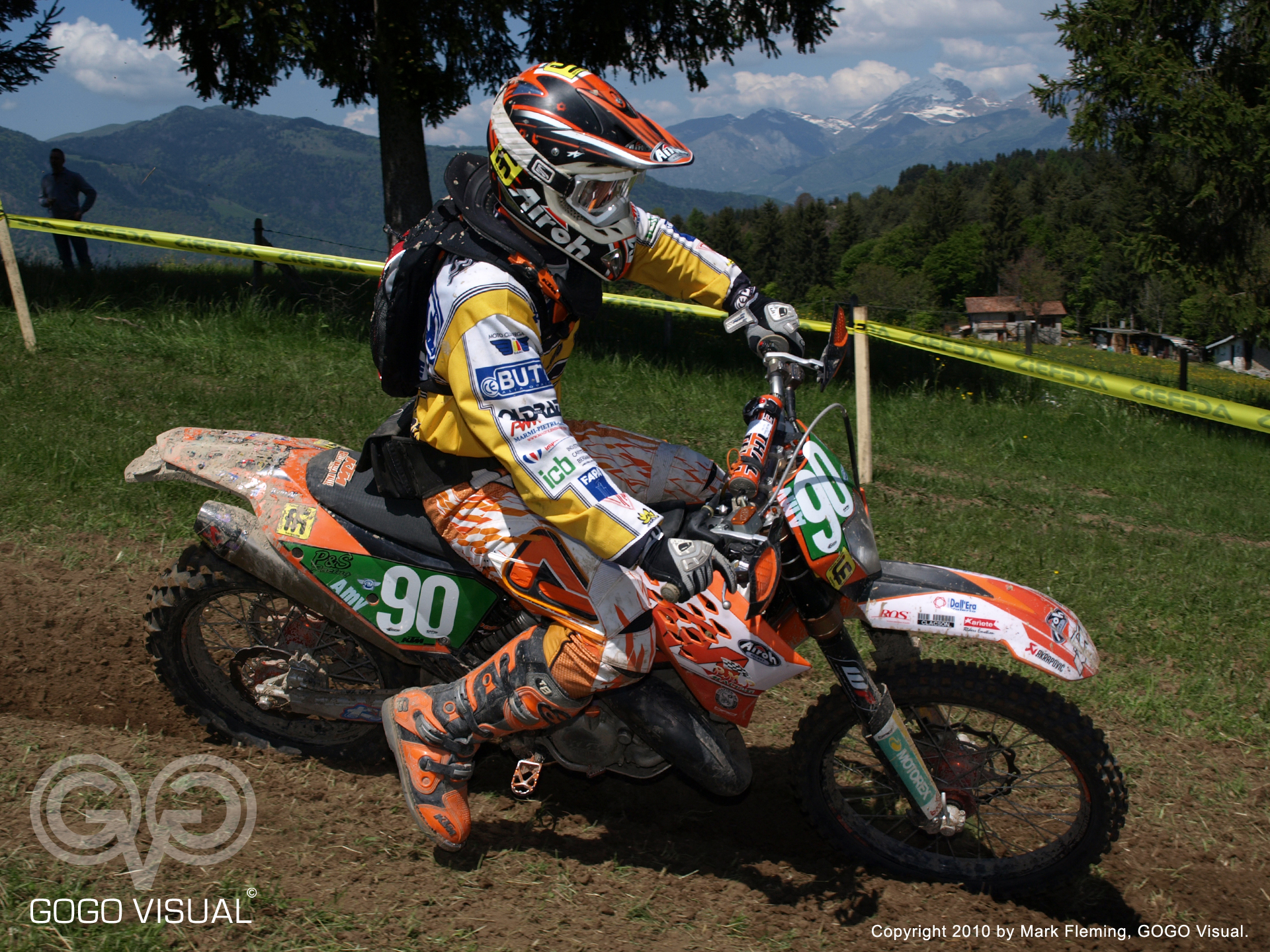
Walter Rota a la categoria EJ durant el mundial del 2010

Actualment la categoria EJ està reservada a pilots de menys de 23 anys, per bé que quan s'instaurà es limitava als 21. Inicialment, la categoria era oberta a tot tipus de motors però el 2018 s'hi van crear dues divisions per cilindrada: Júnior 1 (J1) per a les motocicletes amb motors fins a 250 cc i Júnior 2 (J2) per a les de més de 255 cc. El títol mundial s'atorga al guanyador absolut, considerant els resultats globals, mentre que els guanyadors de cada subdivisió reben una Copa del Món de la FIM.
Pel que fa a les plaques porta-números de la motocicleta, fins al 2017 varen ser verdes amb els números blancs i a partir del 2018, amb la subdivisió en dues categories, les de la nova J1 són verd clar amb números negres i les de la J2, verd fosc amb números blancs.

## Llista de guanyadors

### Primera etapa (2005-2017)
| Any  | Campió             | Motocicleta |
| ---- | ------------------ | ----------- |
| 2005 | Cristóbal Guerrero | Gas Gas     |
| 2006 | Joakim Ljunggren   | Husaberg    |
| 2007 | Joakim Ljunggren   | Husaberg    |
| 2008 | Thomas Oldrati     | KTM         |
| 2009 | Oriol Mena         | Husaberg    |
| 2010 | Lorenzo Santolino  | KTM         |
| 2011 | Jérémy Joly        | Honda       |
| 2012 | Mathias Bellino    | Husaberg    |
| 2013 | Matthew Phillips   | Husqvarna   |
| 2014 | Daniel McCanney    | Beta        |
| 2015 | Jamie McCanney     | Husqvarna   |
| 2016 | Giacomo Redondi    | Honda       |
| 2017 | Bradley Freeman    | Beta        |

### Segona etapa (2018-Actualitat)
A 26 de novembre de 2024
| Any  | Júnior (absolut) | Júnior (absolut) | Júnior 1          | Júnior 1    | Júnior 2        | Júnior 2    |
| Any  | Campió           | Motocicleta      | Campió            | Motocicleta | Campió          | Motocicleta |
| ---- | ---------------- | ---------------- | ----------------- | ----------- | --------------- | ----------- |
| 2018 | Matteo Cavallo   | Beta             | Andrea Verona     | TM          | Matteo Cavallo  | Beta        |
| 2019 | Andrea Verona    | TM               | Andrea Verona     | TM          | Enric Francisco | KTM         |
| 2020 | Hamish McDonald  | Sherco           | Roni Kytönen      | Honda       | Hamish McDonald | Sherco      |
| 2021 | Matteo Pavoni    | TM               | Lorenzo Macoritto | TM          | Matteo Pavoni   | TM          |
| 2022 | Zach Pichon      | Sherco           | Zach Pichon       | Sherco      | Luc Fargier     | Beta        |
| 2023 | Jed Etchells     | Fantic           | Jed Etchells      | Fantic      | Albin Norrbin   | Fantic      |
| 2024 | Max Ahlin        | KTM              | Kevin Cristino    | Fantic      | Max Ahlin       | KTM         |